# إليز آشر
إليز آشر (بالإنجليزية: Elise Asher)‏ هي فنانة وكاتِبة ورسامة وشاعرة أمريكية، ولدت في 15 يناير 1912 في شيكاغو في الولايات المتحدة، وتوفيت في 8 مارس 2004 في مانهاتن في الولايات المتحدة.